# Bascov (gmina)
Bascov – gmina w Rumunii, w okręgu Ardżesz. Obejmuje miejscowości Bascov, Brăileni, Glâmbocu, Mica, Prislopu Mic, Schiau, Uiasca i Valea Ursului. W 2011 roku liczyła 10 218 mieszkańców.